# بلاسام دی‌یری
بلاسم دیعری (انگلیسی: Blossom Dearie؛ ۲۸ آوریل ۱۹۲۴ – ۷ فوریهٔ ۲۰۰۹) یک موسیقی‌دان اهل ایالات متحده آمریکا بود. وی بین سال‌های ۱۹۵۲ تا ۲۰۰۶ میلادی فعالیت می‌کرد.